# Ludwig Fulda
Ludwig Anton Salomon Fulda (n. 15 iulie 1862, Frankfurt am Main, Confederația Germană – d. 30 martie 1939, Berlin, Germania Nazistă) a fost un dramaturg și scriitor german de origine ebraică. A trăit cu prima soție a lui Moritz Moszkowski, Henriette, sora mai mică a pianistei și compozitoarei Cécile Chaminade.

## Biografie
Fulda s-a născut la Frankfurt. A fost membru al Academiei de Arte din Prusia și a fost primul președinte al PEN International din Germania (1925-1932). A vizitat Statele Unite în 1906 la invitația Societății Germane de acolo. Fiind evreu a fost înlăturat din munca sa de către naziști în 1933. El s-a sinucis în 1939 la Berlin deoarece nu a putut părăsi țara pentru SUA.

## Munca
În lucrările sale folosește relațiile dintre personaje pentru a ironiza probleme societății din acele timpuri. Munca sa include lucrări precum Der Talisman (1892), Jugendfreunde (1897) și Maskerade (1904). Romanul său  Der Seeräuber a fost adaptat într-o piesă de teatru de S. N. Behrman. Inspirat de povestea lui Aladin, a scris Aladdin und die Wunderlampe. De asemenea, a făcut multe traduceri.

## Lucrări (selecție)
- Die Aufrichtigen, comedie, 1883
- Satura. Grillen und Schwänke, 1884
- Das Recht der Frau, comedie, 1886
- Die wilde Jagd ..., 1888
- Gedichte, 1890
- Die Aufrichtigen, comedie, 1890
- Unter vier Augen, comedie, 1890
- Das verlorene Paradies, dramă, 1892; filmat în 1917 Regia: Bruno Rahn sau Harry Fredall
- Der Talisman, Dramatisches Märchen, 1893
- Robinsons Eiland, Komödie, 1896
- Fräulein Wittwe, comedie, 1896
- Lästige Schönheit, Dramatisches Gedicht, 1897
- Der Sohn des Kalifen, 1897
- Jugendfreunde, 1898
- Herostrat, Tragödie, 1898
- Die Zeche, dramă, 1899
- Neue Gedichte, 1900
- Schlaraffenland, Märchenschwank, 1900
- Die Zwillingsschwester, comedie, 1901
- Kaltwasser, comedie, 1902
- Aus der Werkstatt. Studien und Anregungen, 1904
- Schiller und die neue Generation, Vortrag, 1904
- Maskerade, dramă, 1904
- Der heimliche König, romantische Komödie, 1906
- Amerikanische Eindrücke, 1906
- Der Dummkopf, comedie, 1907; filmat în 1920 Regia: Lupu Pick
  - Prostul: Comedie în cinci acte, Editura Minerva, 1913, traducere Sofia Nădejde
- Das Exempel, 1909
- Sieben Einakter ..., 1909
- Herr und Diener, 1910
- Aladdin und die Wunderlampe, 1912
- Deutsche Kultur und Ausländerei, 1916
- Der Lebensschüler, dramă, 1916
- Die Richtige, 1918
- Das Wundermittel, 1920
- Der Vulkan, comedie, 1922
- Die Geliebte, Komödie, 1923
- Die Gegenkandidaten, Komödie, 1924
- Die Durchgängerin, comedie, 1925
- Bunte Gesellschaft, 1927
- Die Reform des Urheberrechtes, 1928
- Die verzauberte Prinzessin, 1930
- Die Karriere, 1932. Premiera 3 iunie 1932 la Dresda (Teatrul de Stat)

### Traduceri în germană
- Molière: Der Tartueff, 1890
- Molière: Meisterwerke (Capodopere), 1892
- Pierre Augustin Caron de Beaumarchais: Figaros Hochzeit oder der tolle Tag, 1897
- Edmond Rostand: Cyrano von Bergerac, 1898
- Henrik Ibsen: Peer Gynt, 1916
- Die gepuderte Muse. Französische Verserzählungen des Rokoko. Berlin 1922.